# Embiidae
Embiidae zijn een familie van webspinners (Embioptera).

## Taxonomie
- Geslacht Apterembia
- Geslacht Arabembia
- Geslacht Archembia
- Geslacht Berlandiella
- Geslacht Brachypterembia
- Geslacht Burmitembia
- Geslacht Calamoclostes
- Geslacht Chirembia
- Geslacht Cleomia
- Geslacht Conicercembia
- Geslacht Dihybocercus
- Geslacht Dinembia
- Geslacht Donaconethis
- Geslacht Electroembia
- Geslacht Embia
- Geslacht Embolyntha
- Geslacht Enveja
- Geslacht Lithembia
- Geslacht Machadoembia
- Geslacht Metembia
- Geslacht Microembia
- Geslacht Neorhagadochir
- Geslacht Pachylembia
- Geslacht Parachirembia
- Geslacht Pararhagadochir
- Geslacht Parembia
- Geslacht Parthenembia
- Geslacht Pseudembia
- Geslacht Rhagadochir
- Geslacht Scelembia